# Héctor Hernández Marrero
Héctor Hernández Marrero (Las Palmas de Gran Canaria, 14 de septiembre de 1995) es un futbolista español. Juega de delantero y su equipo es el S. C. Corinthians del Campeonato Brasileño de Serie A.

## Trayectoria

### Comienzos
Héctor comenzó su carrera futbolística en las categorías inferiores del club principal de su ciudad natal, la Unión Deportiva Las Palmas. El 11 de junio de 2013 se anunció su fichaje por el Club Atlético de Madrid para jugar en su filial, el Atlético de Madrid B.

### Atlético de Madrid B
Héctor aterrizó en el Atlético de Madrid B la temporada 2013-14. Debutó oficialmente con el filial frente al Real Madrid C. F. "C" con resultado favorable para el equipo madridista de 0-1. Fue en su segundo partido oficial contra el Getafe C. F. "B" en el que se estrenó como goleador con un triplete. También debutó con el juvenil en competición europea en la primera edición de la Liga Juvenil de la UEFA, que enfrentaba a los equipos juveniles de los equipos clasificados para la Liga de Campeones de la UEFA.

### Atlético de Madrid
Sus actuaciones le llevaron a debutar con el Atlético de Madrid en la Copa del Rey frente a la U. E. Sant Andreu, partido en el que vistió el dorsal 37 y en el que anotó un gol.
Tras una temporada con el filial, realizó la pretemporada 2014-15 con el Atlético de Madrid y debutó en Primera División en la primera jornada disfrutando de unos minutos frente al Rayo Vallecano en el Estadio de Vallecas. Durante el resto de la temporada formó parte del filial con el que disputó 21 partidos, siete de ellos como titular, y anotó un gol. Al finalizar la temporada, el filial colchonero descendió a Tercera División al acabar la Liga en decimoctavo puesto.

### Cesiones
La temporada 2015-16 jugó cedido al Elche C. F., club que acababa de descender a Segunda División.
La temporada 2016-17 volvió a ser cedido, esta vez al Albacete Balompié en Segunda División B, con el que conseguiría el ascenso a Segunda División de España teniendo un destacado papel y anotando 20 goles. La temporada siguiente permanecería cedido en el club manchego, aunque tendría un papel mucho más discreto y solo anotaría 2 goles.  
La temporada 2018-19 sumó dos nuevas cesiones, jugando la primera parte de la temporada en el Málaga C. F. y a partir de enero en el C. F. Rayo Majadahonda. Le siguió un más en el siguiente curso siendo el C. F. Fuenlabrada su destino.
A inicios de 2020 se acabó desvinculando del conjunto colchonero y recaló en la Cultural y Deportiva Leonesa para lo que restaba de campaña y una más. Pasado ese tiempo abandonó el club y regresó al C. F. Rayo Majadahonda.

### Portugal y Brasil
El 15 de julio de 2022 se anunció su fichaje por el G. D. Chaves portugués, siendo el primer futbolista español que formaba parte de su plantilla desde hacía ocho años. Estuvo un par de temporadas y en agosto de 2024 se marchó a Brasil para jugar en el S. C. Corinthians hasta diciembre de 2026.

## Selección nacional
Héctor debutó el 12 de agosto de 2013 con la selección española sub-19 de la mano del seleccionador Luis de la Fuente.

## Clubes
| Club                            | País     | Año       |
| ------------------------------- | -------- | --------- |
| Atlético de Madrid "B"          | España   | 2013-2015 |
| Atlético de Madrid              | España   | 2015-2020 |
| Elche C. F. (cesión)            | España   | 2015-2016 |
| Albacete Balompié (cesión)      | España   | 2016-2017 |
| Albacete Balompié (cesión)      | España   | 2017-2018 |
| Málaga C. F. (cesión)           | España   | 2018-2019 |
| C. F. Rayo Majadahonda (cesión) | España   | 2019      |
| C. F. Fuenlabrada (cesión)      | España   | 2019-2020 |
| Cultural y Deportiva Leonesa    | España   | 2020-2021 |
| C. F. Rayo Majadahonda          | España   | 2021-2022 |
| G. D. Chaves                    | Portugal | 2022-2024 |
| S. C. Corinthians               | Brasil   | 2024-     |

## Palmarés

### Títulos estatales
| Título              | Club              | Estado    | Año  |
| ------------------- | ----------------- | --------- | ---- |
| Campeonato Paulista | S. C. Corinthians | São Paulo | 2025 |